# Jean-Pierre Rouget
Jean-Pierre Rouget (ur. 22 lutego 1941 roku) – francuski kierowca wyścigowy.

## Kariera
Rouget rozpoczął karierę w międzynarodowych wyścigach samochodowych w 1970 roku od startu w klasie GT +5.0 24-godzinnego wyścigu Le Mans, w którym odniósł zwycięstwo w swojej klasie, a w klasyfikacji generalnej był ósmy. W późniejszych latach Francuz pojawiał się także w stawce Francuskiej Formuły 3, Francuskiej Formuły Renault oraz Coupe de France Renault 5 Elf Turbo.